# Kiril Abrósimov
Kiril Vladimiróvich Abrósimov –en ruso, Кирилл Владимирович Абросимов– (Yaroslavl, 22 de noviembre de 1991) es un deportista ruso que compite en natación, en la modalidad de aguas abiertas.
Ganó cuatro medallas en el Campeonato Europeo de Natación entre los años 2012 y 2021.

## Palmarés internacional
| Campeonato Europeo | Campeonato Europeo   | Campeonato Europeo | Campeonato Europeo |
| Año                | Lugar                | Medalla            | Prueba             |
| ------------------ | -------------------- | ------------------ | ------------------ |
| 2012               | Piombino (Italia)    | Medalla de oro     | 5 km               |
| 2012               | Piombino (Italia)    | Medalla de oro     | 10 km              |
| 2016               | Hoorn (Países Bajos) | Medalla de oro     | 5 km               |
| 2021               | Budapest (Hungría)   | Medalla de bronce  | 25 km              |